# عفرة (الرضمة)

تعديل مصدري - تعديل

عفرة محلة تابعة لقرية الاجلب، التابعة لعزلة أزال بمديرية الرضمة إحدى مديريات محافظة إب في الجمهورية اليمنية.، بلغ تعداد سكانها 31 حسب تعداد اليمن لعام 2004.